# 宜湾朝保

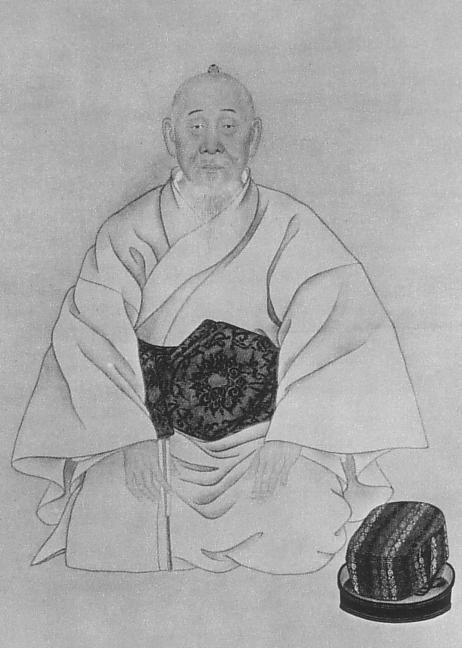
宜湾朝保

宜湾 朝保（ぎわん ちょうほ、道光3年/尚灝20年3月5日（1823年4月15日） - 光緒2年/尚泰29年8月6日（1876年9月23日））は、琉球王国末期の著名な政治家で歌人。当時の正式な呼称は宜湾親方朝保。琉球の五偉人の一人。

## 概要
小禄御殿の支流である向氏宜湾殿内（系祖・六世前川親方朝年）の12世。首里に生まれた。生死もおぼつかない貧弱な赤ん坊だったという。唐名は向有恆。父の宜野湾親方朝昆（唐名は向廷楷）は、尚育王時代の三司官であった。父に言われていやいや読み始めた万葉集の歌に惹かれていき、日本と琉球は昔から深い関わりがあることを言葉の中から見つけるのであった。例えば、顔のことを「つらかまし」、嘘＝「よこし」、尿＝「しいばい」、蝶＝「はべる」、とんぼ＝「あけず」と、万葉集にある言葉と琉球の言葉は同じであった。続けざまに兄二人と父をなくし、朝保は13歳で家をつぎ、宜野湾間切を領した。当初は、宜野湾の家名を名乗っていたが、1875年（明治8年）に尚泰王の次男・尚寅が宜野湾間切を賜り宜野湾王子と称するようになったため、宜野湾の名を避け、宜湾と称するようになった。朝保は父の遺言を守るため漢学、和文学に精を出し、その後御書院童子小姓になり若里之子になった。朝保は15才で元服し、20才で黄冠をいただき、22才で寺社中取に任じられ、すぐ当座敷に叙せられた。30才の10月王の命を受けて清に渡った。船は那覇港を出てから10日後に福建に着いた。その2日後、北京へ向かって閩江をさかのぼった。

### 薩摩
約1年半もかけ、清から琉球に帰った朝保はその報告のためすぐ薩摩へ旅立った。その時、八田知紀や琉球最後の在番奉行（那覇にある薩摩藩の出先機関の長）である福崎季連に出会ったとされる。八田には松操集にある読谷村王子朝恒が1765年に慶賀使として上京したときの歌を紹介された。その後、朝保ら一行は薩摩藩藩主の島津斉彬に清での模様を一つ一つ報告した。公務の傍ら、朝保は八田・福崎らと歌会などを催した。朝保もこの時ばかりは公務を忘れ、一人の歌人になれる楽しい時だった。

### 牧志・恩河事件
当時、琉球を属国にしていた薩摩は、琉球が台湾・フィリピンに近く外国船の通路になっていることに目を付け、琉球を外国との交易の場にしようと考えていた。薩摩から帰った朝保は悠然亭という別荘を建て、門下生数百人を集めた。そして門下生に和歌を教え、沖縄に和歌の一大ブームを起こした。それは歌人朝保にとって至福の喜びであった。しかし歌の喜びも束の間、政治家朝保としては激動の時代を迎えることになる。1857年秋、薩摩在番奉行所にて薩摩藩在番奉行横目の市来正右衛門は豊見城王子、大里王子、玉川王子、池宮親方、小禄親方、恩河親方、牧志親雲上との密談で、琉球を通じ、軍艦や兵器などを外国から学び、それを製造することで藩勢の拡大を図るため、「一、琉球・大島に貿易港を開く　一、蒸気船をフランスより購入する　一、欧米へ留学生を派遣する　一、台湾に碇泊地を設ける　一、福州の琉球館を拡張する　一、中国に旧式大砲を売り込む」それに加えて座喜味親方を引退させることを要求した。これは座喜味親方が頑固な性格だったためである。この要求が承認された後、市来は「伊知良親雲上」と名乗り、琉装してフランス人を接待し、軍艦の購入に力を入れた。
計画は順調に進むかに見えたが、1858年、斉彬の急死によりこの計画は頓挫した。恩河らは捕えられ、小禄・牧志らは獄に入れられ玉川王子は蟄居させられた。そしてこの事件を裁く役目として朝保がいた。フランスと契約した軍艦などの支払い料十八万五千両の支払いについて、薩摩と琉球で違約金一万両を分担することにした。こうしてフランスとの解約問題は解決した。朝保は一万両を差し出し、無念の頭を下げた。その間も恩河・牧志への拷問は続いた。しかし彼らは王への反逆については誰も口にしなかった。
この事件の刑罰は、「恩河-久米島に6年の島流し、小禄-伊江島の照太寺に500日の寺入り、牧志-久米島に10年の島流し」ということになったが、恩河、玉川が急死したという知らせを受けた。その後、薩摩在番奉行所より牧志を薩摩に連行せよと命を受けたがこれを拒否し長堂親雲上を薩摩に送ることとした。
1862年5月、事件の最中、朝保は三司官に任じられた。牧志移送問題が落着したかに見えたが薩摩在番奉行所に通達文が届いた。内容は一刻も早く牧志を薩摩へ出発させよというものであった。ことを焦った薩摩在番横目は琉球側の反対を押し切って牧志を船に乗せ薩摩に向かわせた。が、船から身を投げ自殺した。

### 廃藩置県
牧志・恩河事件以降、福崎季連が琉球の薩摩在番奉行として琉球に赴任した。この頃大政奉還が起きたことで、鹿児島県参事の大山綱良から琉球も慶賀使を送るように命令が下った。しかし前年1871年に起こった台湾事件の解決もままならないでいた。また琉球の財源は底をついており、百姓も困窮していた。そのため亀川王子は慶賀使の派遣を延期することを尚泰に提案した。しかし朝保の強い反対もあって尚泰はこの提案を拒否した。このことをきっかけに、もともと折り合わなかった亀川と朝保の関係はさらに悪化した。
東京への使者について、正使は伊江王子尚建、副使は亀川親方となったが亀川親方はこれを拒否し、宜野湾親方朝保に副使を押し付けた。そうして慶賀使一行は1872年7月に那覇港を出発した。そして明治天皇は尚泰を琉球藩王に封じ華族に列することとした。しかし朝保はその真意が分からなかった。その後朝保は吹上離宮にて八田知紀と再開を果たす。慶賀使一行は「尚泰王を琉球藩王に任命する」という朝命をかかえて帰ってきた。これはこれまで薩摩の支配下にあった琉球が薩摩と同等の位置に置かれたことを意味した。

### 宜野湾親方朝保の失脚
1871年、宮古島の島民ら54人が台湾で殺害された「台湾事件」が起きた。これによって日本政府は琉球は日本のものと内外に強く訴えることに成功した。この事件は琉球処分の第一歩となった。明治8年、松田道之が「一、琉球は清への朝貢を廃止すること　一、琉球は日本の年号を用いること　一、恩謝の為藩王尚泰が上京すること　一、藩内職制の改革を行うこと　一、留学生を東京に派遣すること」との朝命をかかえてきた。この時、琉球が藩となり尚泰が藩王を受けた時から琉球は日本になったことを朝保は琉球側に知らせていなかったため、朝保の失態を亀川親方などが責め立てた。このことをきっかけに、朝保は失脚した。
それ以来、朝保は家に閉じこもってしまった。朝保に対する非難が大きくなる中、福崎季連は仕事を終え鹿児島に帰り、朝保は1875年6月に三司官を辞任した。この時尚泰の次男尚寅が宜野湾間切の王子地頭となり宜野湾王子を名乗ったため朝保は自ら「宜湾」と名を変えた。尚泰は朝保に対する非難を収めるため、三司官を辞任させたが思惑が外れ、朝保に対する非難はますます大きくなった。そして1876年8月6日、死亡した。が、原因は未だに不明だという。

### 宜湾朝保の性格
和漢洋の学問に通じ、英語をよくした。接貢船修甫奉行となり、その後、異国船御用係、学校奉行、系図奉行を経て三司官となった。当時は清、フランス、アメリカ、オランダと通商し、琉球は国事多端の時であったが、献身的に尚泰王を助け、信任を得た。ヤマトに派遣されること6度、遣清は2度、また伊江王子朝直の副使となって東京に行き、琉球藩を設け尚泰を藩王とする命を拝したが、帰琉後、強い排斥を受け、隠退した。
幕末は、鹿児島に使し、歌人の八田知紀に和歌を学び、帰琉して別業を営み、悠然亭と命じ、自分は松風斎と号し、歌を講じた。のち福崎季連と相携え、琉球歌壇の基礎を築いた。明治5年（1872年）、東京滞在中、吹上離宮の歌会に陪侍し、「水石契久 動きなき御世を心のいはかねにかけてたえせぬ滝の白糸」と詠み、天皇のお褒めを頂いた。
一説に、上り口説、下り口説、四季口説は朝保の作であるという。
宜湾朝保は維新慶賀使として東京へ上京した折､正使の伊江王子朝直､賛議官の喜屋武親雲上朝扶と共に明治5年9月12日､新橋・横浜間の鉄道開業式典で蒸気機関車に乗車している。
大正4年（1915年）、従四位追贈。著書に、「遺稿松風集」「沖縄三十六歌仙」「沖縄集」「琉球解釈」「上京日説」「宜湾朝保書」など。
伊波普猷・真境名安興『琉球の五偉人』（1916年）で、琉球の五偉人の一人に選ばれている。